# Cratere Murchison
Murchison è un cratere lunare di 57,83 km situato nella parte nord-occidentale della faccia visibile della Luna.